# جوزيف إتش مكينلي جونيور
جوزيف إتش مكينلي جونيور (بالإنجليزية: Joseph H. McKinley Jr.)‏ هو قاضي ومحامي أمريكي، ولد في 1954 في أوينسبورو في الولايات المتحدة.